# Pie-grièche boréale
Lanius borealis
Espèce
Statut de conservation UICN

 LC  : Préoccupation mineure
La Pie-grièche boréale (Lanius borealis) est une espèce d'oiseaux chanteurs de grande taille de la famille des Laniidae, originaire d'Amérique du Nord et de Sibérie. Longtemps considérée comme une sous-espèce de la Pie-grièche grise, elle a été classée comme espèce distincte en 2017. Six sous-espèces sont reconnues.

## Taxonomie
La Pie-grièche boréale a été formellement décrite par l'ornithologue français Louis Jean Pierre Vieillot en 1808 sous son nom binomial actuel Lanius borealis,. Au 19e siècle, les ornithologues nord-américains la considéraient comme une espèce distincte de la Pie-grièche grise, tandis que les autorités européennes la considéraient comme la même espèce. L'ornithologue américain Miller (d) (1906-1965) a étudié les différences entre les populations de Sibérie et d'Alaska en 1930 et n'a pu trouver aucune différence cohérente, c'est pourquoi il a recommandé la fusion des deux populations dans l'appellation Lanius excubitor.
En Amérique du Nord, cette pie-grièche et la Pie-grièche migratrice, qui lui est apparentée, sont communément appelées en anglais « butcherbird » pour leur habitude d'empaler leurs proies sur des épines ou des pointes. Un nom folklorique donné à cet oiseau dans le Michigan est le « winter butcherbird ». Les membres de la Première nation Vuntut Gwitchin d'Old Crow, au Yukon, l'appellent Tzi kwut go katshi lyi.
Une étude sur l'ADN mitochondrial, publiée en 2010, a révélé que la Pie-grièche boréal était la plus étroitement liée à la Pie-grièche méridionale (Lanius meridionalis). La Pie-grièche des steppes (Lanius pallidirostris), la Pie-grièche boréale et la Pie-grièche méridionale forment un clade avec la Pie-grièche chinoise (Lanius sphenocercus) et la Pie-grièche caouanne.

### Sous-espèces
- Groupe d'Eurasie orientale :

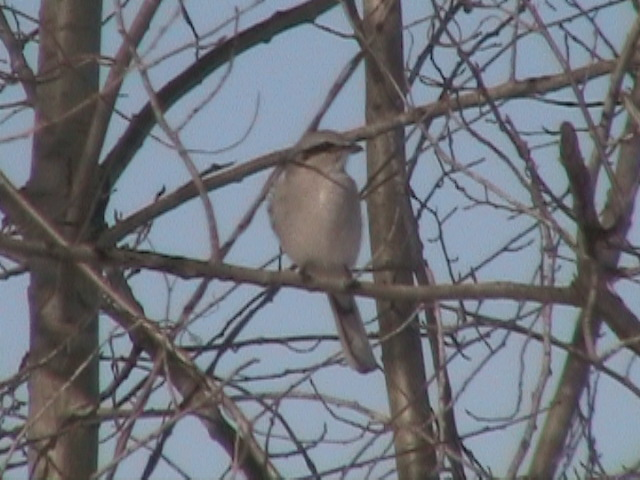
Pie-grièche hivernante dans le marais de Scarborough (comté de Cumberland) dans le Maine - États-Unis).

  - Lanius borealis sibiricus - de l'est de la Sibérie au nord de la Mongolie - plus brun dessus que excubitor, bandes distinctes mais délicates dessous. Un peu de blanc sur les bases primaires uniquement ;
  - Lanius borealis bianchii - Sakhaline et peut-être le sud des îles Kouriles - plus petit et plus pâle que sibiricus, bandes en dessous pâles et indistinctes. Un peu de blanc sur les bases primaires uniquement ;
  - Lanius borealis mollis - montagnes russes de l'Altaï, nord-ouest de la Mongolie - plus brun que sibiricus dessus, bandes dessous bien développées. Peu de blanc sur les bases primaires ;
  - Lanius borealis funereus - Tian Shan et ouest de la Chine - grande ; assez sombre et brunâtre, dessous gris bleuâtre avec des bandes presque noires. Peu de blanc sur les bases primaires.

- Groupe nord-américain :
  - Lanius borealis borealis - région de la baie d'Hudson en Ontario et au Québec - semblable à excubitor, mais plus foncé avec de faibles barres en dessous. Jean-Jacques Audubon a mentionné cette sous-espèce sous le nom de « Grande pie-grièche américaine » dans son livre Birds of America ;
  - Lanius borealis invictus - du nord de l'Alberta à l'ouest jusqu'au nord de l'Alaska, peut-être aussi la région de la péninsule de Chukchi dans l'extrême nord-est de la Sibérie - plus grand et plus pâle que borealis, parallèle à homeyeri par rapport à excubitor.

## Description
La Pie-grièche migratrice se distingue de la pie-grièche boréale par sa taille plus petite, son plumage gris plus foncé et son masque facial noir plus large qui recouvre complètement l'œil. Elle a également un bec plus court avec un crochet moins proéminent. Leurs cris sont similaires.
Dimensions :
- Longueur : 23-24 cm
- Poids : 57-79 g
- Envergure : 30-35 cm

## Distribution et habitat
Les observations des habitats d'hivernage dans l'Idaho suggèrent que des territoires d'hivernage appropriés sont en demande, car les pies-grièches boréales qui sont mortes dans une zone particulière ont été rapidement remplacées.

## Alimentation
Les pies-grièches boréales sont souvent posées sur de grands poteaux et des branches à la recherche de nourriture. Elles se nourrissent d'arthropodes tels que les araignées, les coléoptères, les sauterelles et les petits vertébrés. Les proies de la Pie-grièche boréale comprennent des passereaux tels que l'Alouette hausse-col, la Mésange à tête noire, l'Étourneau sansonnet, le Bruant de Brewer, le Bruant à couronne blanche, le Junco ardoisé, le Tarin des pins et le Moineau domestique. Elle se nourrit également de petits mammifères tels que la Musaraigne errante, la Souris occidentale des moissons, la Souris à patte blanche, le Campagnol à longue queue, le Campagnol des prés et la Souris domestique. Des reptiles du genre Sceloporus viennent aussi agrémenter son alimentation. Les pies-grièches peuvent être observées en train de chasser des chardonnerets et des moineaux domestiques aux mangeoires à oiseaux.

## Systématique
Le nom valide complet (avec auteur) de ce taxon est Lanius borealis Vieillot, 1808.